# Lates stappersii
Lates stappersii ist eine Fischart aus der Familie der Riesenbarsche. L. stappersii kommt endemisch im Tanganjikasee vor. In Tansania ist er unter dem Namen Mikebuka bekannt, in der Demokratischen Republik Kongo als Mukeke. Diese Art erreicht eine maximale Standardlänge von bis zu 45 cm und ist ein sehr bedeutender Speisefisch auf dem lokalen Fischmarkt.

## Merkmale
Nach der Erstbeschreibung ist der Kopf seitlich stark abgeflacht, die Schnauze spitz und der Unterkiefer vorstehend. Der Oberkiefer (Maulspalte) endet vor dem Vorderrand des Auges. Boulenger gab für die erste Rückenflosse (Dorsale) 6 Stachelstrahlen und für die zweite Rückenflosse 1 bis 2 Stachelstrahlen und 9 bis 10 Weichstrahlen an. Der Abstand der Rückenflossen entspricht mehr oder weniger der Länge der ersten Rückenflosse. In der Afterflosse (Anale) zählte er 3 sehr kleine Stachelstrahlen und 9 Weichstrahlen. Die Schwanzflosse (Caudale) ist halbmondförmig.  Die Kiemenreusendornen sind lang und dünn. Die Farbe beschrieb Boulenger als braun, Bauch weiß, Basis der Brustflosse (Pectorale) schwarz.

## Forschungsgeschichte
Die Art wurde 1914 unter dem wissenschaftlichen Namen Luciolates stappersii von dem belgisch-britischen Zoologen George Albert Boulenger erstbeschrieben und zu Ehren des belgischen Naturwissenschaftlers Louis Stappers benannt. Der britische Ichthyologe Peter Humphry Greenwood merkte 1976 an, dass die Gattung Luciolates seit Boulenger nicht kritisch begutachtet wurde. Er schlug vor, die Luciolates Arten mit nahe verwandten Lates Arten in einer Untergattung zusammenzufassen, für die Boulengers Luciolates als Name dient. Die 4 im Tanganjikasee endemisch vorkommenden Arten ordnete er dieser Untergattung zu, für diese Art lautet der Name damit Lates (Luciolates) stappersii.